# Mildred Lewis Rutherford

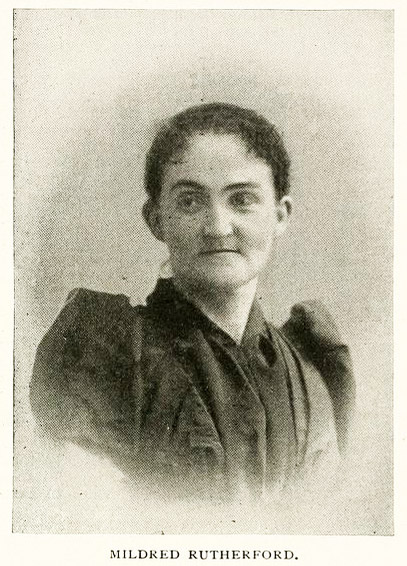
Mildred Rutherford, ca. 1897

Mildred Lewis „Miss Millie“ Rutherford (* 16. Juli 1851 in Athens, Georgia; † 15. August 1928 ebenda) war US-amerikanische Pädagogin und Autorin sowie prominente Anhängerin der White Supremacy. Sie war über vierzig Jahre lang als Leiterin und in anderen Funktionen im Lucy Cobb Institute, einer Schule in Athens. Sie engagierte sich stark in diversen Organisationen und wurde Historian General der United Daughters of the Confederacy (UDC). Eine Rede, die sie für die UDC hielt, war die erste Rede einer Frau, die in den Congressional Record aufgenommen wurde. Rutherford, die für ihre Redekunst bekannt war, kleidete sich für ihre Reden wie eine Southern Belle. Sie befürwortete die Südstaaten-Konföderation und die Sklaverei und sprach sich gegen das Frauenwahlrecht aus.

## Leben
Mildred Rutherford wurde als Tochter von Laura Cobb Rutherford und Williams Rutherford, einem Mathematikprofessor an der University of Georgia und Plantagenbesitzer im Crawford County in Georgia, geboren.S. 273, 275 Mildred Rutherford war die Enkelin von John Addison Cobb, der mit Landwirtschaft (er besaß 1840 eine Plantage mit 209 Sklaven), Eisenbahn (Georgia Railroad) und Immobilien äußerst reich geworden war. Sie war die Nichte von Howell Cobb, der sechs Amtszeiten lang demokratischer Kongressabgeordneter und zwei Jahre lang Sprecher des Repräsentantenhauses war, und dem Rechtsanwalt Thomas Reade Rootes Cobb, einem der Gründer der University of Georgia School of Law.S. 273 T. R. R. Cobb gründete 1958 das Lucy Cobb Institute für Töchter der weißen Elite, benannt nach seiner Tochter.
Rutherford begann im Alter von acht Jahren, das Lucy Cobb Institute zu besuchen und schloss die Schule 1868 im Alter von sechzehn Jahren ab.S. 275 f.
Nachdem sie acht Jahre lang in Atlanta unterrichtet hatte,S. 276 war Rutherford von 1880 bis 1895 zunächst Rektorin des Lucy Cobb Institute in Athens und wohnte in einem Haus direkt gegenüber, bis es um 1926 abbrannte. Sie diente der Schule über vierzig Jahre lang in verschiedenen Funktionen, darunter auch mehrere Jahre an der Spitze der Schule mit dem Titel President, der die Ambitionen der Schule zum College signalisierte.
Sie entwickelte dabei mit großem Einsatz und Durchsetzungsvermögen erhebliche Aktivitäten, so dass die Einrichtung zu einer angesehenen Schule für junge Frauen in Georgia wurde.S. 276 f. Sie verbesserte akademische Standards und erhöhte Schülerinnenzahlen. Sie renovierte die Baulichkeiten und beschloss, dass die Schülerinnen eine Kapelle brauchten, und ließ sie 1881 in Briefen an mögliche Mäzene um die Finanzierung einer solchen bitten. Nellie Stovall schrieb an George Ingraham Seney, der daraufhin 10.000 US-Dollar (und eine Aufforderung an die Stadt, weitere 4.000 US-Dollar zu zahlen)S. 277 für das Bauwerk, ein achteckiges rotes Backsteingebäude mit dem Namen Seney-Stovall-Kapelle, zur Verfügung stellte.
Die US-amerikanische Historikerin Sarah H. Case hat in Studien unter Einbezug von Rutherfords Lucy Cobb Institute herausgearbeitet, dass die Schulen – sowohl für weiße wie für schwarze junge Frauen – eine wichtige Rolle in der Identitätsbildung für Frauen in der Auseinandersetzung zwischen Old South und New South in den fünfzig Jahren nach Ende des Bürgerkriegs spielten. Was für die Schulen beider Orientierung galt, war, dass sie den Schülerinnen Bescheidenheit und Selbstbeschränkung anerzogen und sich gleichermaßen um die weibliche Sexualität und die Ehrbarkeit sorgten. Für den Stil und Inhalt von Rutherfords Leitung hieß das eine große Sorge um Anstand und weibliche Bescheidenheit, aber sehr wohl eine Vorbereitung auf Aufgaben hinseits des traditionell häuslichen Bereichs. Bereits 1885 sprach sie sich in ihrer Antrittsrede dafür aus, dass Frauen mehr Berufe ergreifen sollten. Sie nahm an, dass die Absolventinnen eine Anstellung suchen würden und dafür entsprechende Umgangsformen bis hin zu einem Gefühl für passende Kleidung brauchten. Rutherfords Idee dafür war eine Mischung aus moderner, weißer, auch alleinstehender Elitefrau und Southern Belle.S. 279
Rutherford war eine versierte öffentliche Rednerin und sie kleidete sich dabei oft wie eine Südstaatenschönheit. Sie sprach vor zahlreichen lokalen Organisationen, darunter der YMCA, der Ladies Memorial Association (deren Präsidentin sie war) und der Ortsgruppe der United Daughters of the Confederacy (UDC) in Athens. Im November 1912 sprach sie vor der nationalen Versammlung der UDC als deren Historian General. Sie wurde „perhaps the best-known amateur historian in the early twentieth century for her extensive writings and speeches, her historical journal, published from 1923 to 1927, and her promotion of historical work among the UDC as that organization's Historian General from 1911 to 1916“. 1916 hielt sie auf einem UDC-Kongress die erste Rede einer Frau, die im Congressional Record gedruckt wurde.
1927 wurde Rutherford schwer krank. In der Weihnachtsnacht, als sie sich erholte, brach in ihrem Haus ein verheerendes Feuer aus, dem viele ihrer persönlichen Papiere und Besitztümer zum Opfer fielen, darunter der größte Teil ihrer privaten Sammlung „konföderierter Artefakte“.S. 289 Sie starb am 15. August 1928 und wurde auf dem Oconee Hill Cemetery beigesetzt.
Nach Rutherford ist ein Studierendenwohnheim an der University of Georgia benannt, in das ein Gebäude des untergegangenen Lucy Cobb Institute umgewandelt wurde.

## Ansichten
Rutherford war Baptistin mit einem starken Glauben und brachte in ihren Lehrbüchern „tiefe Besorgnis über Anstand und Moral“ zum Ausdruck, indem sie Autoren kritisierte, die Sexualität offen darstellten oder deren lebensweise sie als unmoralisch empfand. Sie lobte die Werke von Südstaaten-Schriftstellern und Schriftstellerinnen.S. 277–9
Laut der US-amerikanischen Historikerin Ann E. Marshall war Rutherford eine „unermüdliche Verfechterin der «Lost Cause»-Version der Geschichte des Südens“ (in Bezug auf die verlorene Sache der Konföderation). Zu den Zielen ihrer Schriften gehörte es, „den Beitrag des Südens zur Geschichte der Vereinigten Staaten festzuschreiben, die Sezession zu legitimieren und die Plantage der Vorkriegszeit zu idealisieren“,S. 283 und sie verteidigte die amerikanische Sklaverei, da sie der Meinung war, dass deren einziges Problem die Last war, die sie den weißen Sklavenhaltern auferlegte. Sie sah in einer „wahren Geschichte“, wie sie sie sah, definierte und propagierte, eine potenzielle gemeinsame Basis zwischen dem Norden und dem Süden und hielt sie für eine wirksame politische Waffe zur Unterstützung der von ihr vertretenen Anliegen. Für dieses Ziel war sie auch bereit, die geschichtlichen Fakten zu ignorieren: In einer Rede in Dallas im Jahr 1916 behauptete sie, dass „the negroes in the South were never called slaves. That term came in with the abolition crusade.“, obwohl ihr eigener Bundesstaat Georgia das Wort „Sklaven“ in seiner offiziellen Erklärung über die Gründe der Sezession verwendete. Der Historiker David W. Blight stellte fest, dass sie die Rechtfertigung der Konföderation „with a political fervor that would rival the ministry of propaganda in any twentieth-century dictatorship“ betrieb.
1914 schloss sie sich der Georgia Association Opposed to Woman Suffrage an und wurde zu einer lautstarken Gegnerin des Frauenwahlrechts und des 19. Zusatzartikels zur Verfassung der Vereinigten Staaten, der am 18. August 1920 ratifiziert wurde. Sie betrachtete das Wahlrecht nicht als einen Schritt in Richtung Gleichberechtigung, sondern behauptete, dass es die Frauen des weiblichen Einflusses und der Überzeugungskraft innerhalb ihrer Familien berauben sollte. Rutherford konnte diese Ansicht nie mit ihrem eigenen öffentlichen Aktivismus in Einklang bringen.S. 285
Ihr Widerstand trug auch dazu bei, dass Georgia am 24. Juli 1919 als erster Bundesstaat die Ratifizierung des 19. Zusatzartikels ablehnte. Rutherford lehnte in grundsätzlicher Opposition zum Bund auch andere Verfassungsänderungen, einschließlich der Prohibition, ab.S. 285

## Werke (Auswahl)
Mildred Lewis Rutherford schreib an die 30 Bücher und Pamphlete, die viel gelesen wurden.
- English Authors: A Hand-Book of English Literature from Chaucer to Living Writers. The Constitution Book & Job Print, Atlanta, GA 1890 (archive.org).
- American authors: a hand-book of American literature from early colonial to living writers. The Franklin Printing and Publishing Company, Atlanta, GA 1894 (google.com).
- The South in History and Literature: a handbook of Southern authors from the Settlement of Jamestown, 1607, to living writers. The Franklin-Turner Company, Atlanta, GA 1906 (google.com).
- Address delivered by Miss Mildred Lewis Rutherford, historian general, United Daughters of the Confederacy. Thirteen periods of United States history. New Orleans, La. Thursday, November 21st, 1912. 1916 (archive.org).
- French Authors: A Hand-Book of French Literature. Froissart --Living writers. The Franklin Printing and Publishing Company, Atlanta, GA 1906 (google.com).
- Truths of History: A Historical Perspective of the Civil War From the Southern Viewpoint. Southern Lion Books, Inc., Atlanta, GA 1998, ISBN 0-9662454-0-7 (archive.org – Erstausgabe:  1920).
- The South Must Have her Rightful Place in History. Athens, GA 1923.
- Georgia: The Thirteenth Colony. McGregor, Athens, GA 1926, OCLC 1390253.